# Disgustipated
Disgustipated es la canción oculta y pista de cierre del álbum debut de TOOL: Undertow.

## Características
La pista se podría considerar la canción de mayor duración de TOOL llegando a los 15 minutos y 48 segundos de durada, superando por dos segundos la canción: «7empest» del quinto álbum de la banda: Fear Inoculum.
Este tema es una canción oculta que aparece como pista número 69 en las primeras versiones hechas en Estados Unidos (Pista 30 en otras ediciones), con "tracks" de un segundo de duración en blanco, desde la pista 10 hasta llegar a la pista 68, la única que dura dos segundos.
En versiones europeas aparece como Pista 10, directamente después de "Flood" y, en otras versiones está incluida en la misma pista que Flood después de unos segundos de silencio.
La razón principal de las 69 pistas fue para que cuando el disco se reprodujera en un lector de discos compactos convencional apareciera en su pantalla "69 pistas, 69 minutos, 69 segundos" (pero no en todos los reproductores es posible). 
Se puede dividir a esta canción en unas cinco etapas 
- Percusión/Animales (0:00 - 1:10)
- Discurso del predicador (1:10 - 2:32)
- Disgustipated (2:33 - 6:45)
- Grillos (6:40 - 13:50)
- Mensaje telefónico (13:51 - 15:48)

- Datos: Q8560375